# Tor Wæhler
Tor Wæhler (25 gennaio 1947) è un ex calciatore norvegese, di ruolo centrocampista.

## Carriera

### Club
Wæhler vestì la maglia del Frigg.

### Nazionale
Conta una presenza per la Norvegia. Il 26 maggio 1971, infatti, giocò nel successo per 3-1 sull'Islanda.